# WAGs
WAGs (ou Wags) é um acrônimo que se refere a Wives And Girlfriends of Sports Stars (Esposas e Namoradas de Estrelas do Esporte). O termo pode ser usado na forma singular WAG para se referir a uma parceira específica. Esta terminologia se refere a mulheres que estão em um relacionamento com atletas profissionais. Em 2015, o termo foi colocado em destaque pelo canal de tv E! Television na série WAGS.
O termo foi usado pela primeira vez por um tabloide Britânico para se referir a esposas e namoradas de jogadores de futebol de alto nível, originalmente da Seleção da Inglaterra. O termo foi usado com frequência durante a Copa do Mundo FIFA de 2006, apesar de já ter sido usado ocasionalmente antes disso. O acrônimo já foi usado pela mídia de outros países para descrever parceiras de esportistas em geral.

## Lexicografia
Na opinião popular, o primeiro registro do uso do termo "WAG" foi em 2002:
| “ | It was never guaranteed that the wives and girlfriends (or "the Wags", as staff at the Jumeirah Beach Club call them for short) would get along. Mrs Beckham's tongue, for one thing, has previously run away with itself. | ” |

Tradução:
| “ | Nunca foi garantido que as esposas e namoradas (ou "as Wags", como os funcionários do Jumeirah Beach Club as chamam) se entenderiam. A língua da Senhora Beckham, por um lado, já havia fugido do seu controle antes. | ” |

Em 2006, geralmente era impresso como "WAGs", mas a forma singular, "Wag" ou "WAG", rapidamente se tornou popular. O Relatório de Linguagem anual de Susie Dent para a Oxford University Press escreveu o acrônimo inteiro em letras maiúsculas como "WAG" ("wife and/or girlfriend") ("esposa e/ou namorada").

## Copa do Mundo de 2006
Durante a Copa do Mundo de 2006 a impressa aumentou a cobertura sobre as atividades de socialização e compras das WAGs inglesas na cidade alemã de Baden-Baden. Foi frequentemente sugerido que a saída da Inglaterra do torneio nas quartas de final foi resultado de tais distrações.
As WAGs proeminentes daquele ano incluíram:
- Victoria Beckham: Esposa do então capitão da Inglaterra, David Beckham, a quem o New Yorker descreveu com a "Rainha das Wags"[3] e o Sunday Times como "a Wag original";[4]
- Cheryl Cole: Nascida Cheryl Tweedy, era do grupo Girls Aloud que pouco depois se casou com Ashley Cole.Eles se divorciaram de 2010;
- Coleen Rooney: Nascida Coleen Mcloughlin, se casou em junho de 2008 com Wayne Rooney. Foi várias vezes descrita como uma "chavette", uma "super WAG" pelo The Sun[5] e, no final do ano, listada pela Times como "Tesouro Nacional";[6]
- Carly Cole: Nascida Carly Zucker, a instrutora fitness é esposa de Joe Cole. Foi descrita pela Susie Whally no Sunday Times como uma "nova WAG na área que definiu o tom dos músculos mais procurados da temporada".[7]

Outras WAGs que despertaram considerável interesse incluíam Melanie Slade, por causa de sua relativa juventude, a estudante A-Level era namorada de Theo Walcott que, aos dezessete anos, era o membro mais jovem do time da Inglaterra; Abbey Clancy, namorada de Peter Crouch; a noiva de Steven Gerrard, Alex Curran, uma modelo frequentemente destacada em tabloides e revistas de moda; e uma ex garçonete espanhola, Elen Rives, a então noiva de Frank Lampard.
A advogada de propriedade italiana, Nancy Dell'Olio, era namorada do então técnico da Inglaterra, Sven-Göran Eriksson, e se tornou bem conhecida pelo público na época, parte disso se dava ao fato do interesse da imprensa em aspectos da vida privada de Eriksson.

## Antecedentes
O interesse nas parceiras de jogadores data desde, pelo menos, a década de 1950, quando o capitão de longa data da Inglaterra, Billy Wright, se casou com a cantora Joy Beverley. Pela década de 1960, o então capitão, Bobby Moore, e sua primeira esposa, Tina, foram considerados um casal elegante e "dourado". Durante a Copa do Mundo de 1970 no México, o técnico da Inglaterra, Sir Alf Ramsey, expressou preocupação com os efeitos na coesão do time com a presença das esposas de quatro jogadores, uma preocupação que parecia ser compartilhada com alguns membros da equipe. A derrota nas quartas de final da Inglaterra pela Alemanha Ocidental naquela competição foi amplamente atribuída a lapsos do goleiro Peter Bonetti, cujo, segundo a especulação de muitos, inclusive do próprio Ramsey, os nervos pré-jogo foram acentuados pelos rumores sobre o comportamento de sua esposa Frances. Em contraste, durante a Copa do Mundo de 1966, suas esposas dirigiram-se para Wembley e a FA reservou-lhes uma única sala de eventos no Royal Garden Hotel em Kensington.
O interesse em tais relacionamentos subiu ao novo nível na década de 1990 e no início do século 21 com o casamento, em 1999, de David Beckham com a cantora Victoria Adams, a "Posh Spice", do Spice Girls. O casal ficou conhecido mundialmente pelo apelido "Posh and Becks" e cada aspecto do relacionamento e nuances do vestido era assunto para discussão na imprensa e outras mídias. Victoria Beckham foi citada dizendo que ela e seu marido tinham "tantos interesses mais amplos... moda, maquiagem. Quero dizer, sim, o futebol é ótimo, e cantar é ótimo. Mas temos que olhar para uma imagem maior."
O ex capitão do Manchester United, Roy Keane, criticou as esposas e namoradas dos jogadores, assim como seu estilo de vida luxuoso, durante a temporada com poucos troféus de 2001-2002. Keane atribuiu a derrota do Manchester United como consequência da fixação de alguns colegas de time com riqueza, alegando que eles tinham "esquecido do jogo, perderam a fome que comprou o Rolex, os carros, a mansão". No início da temporada, Keane havia defendido publicamente a separação do time vencedor da Temble, pois acreditava que os jogadores que jogaram na vitória do Manchester United na final da Liga dos Campeões da UEFA de 1999 não tinham mais motivação para tanto. Quando Keane se tornou técnico do Sunderland A.F.C, ele reclamou sobre a dificuldade de contratar jogadores para a cidade no nordeste da Inglaterra, pois suas esposas ou namoradas insistiam que só se mudassem para times com sede em Londres. Ele observou que "Se alguém não quer ir para Sunderland, então está tudo bem," disse Keane. "Mas, se eles não querem vir para Sunderland porque suas esposas querem fazer compras em Londres, então é uma triste situação. Infelizmente, isso é o que está influenciando na decisão de muitos jogadores. As prioridades mudaram para os jogadores e eles estão sendo ditados por suas esposas e namoradas."